# Pseudomallada ruber
Pseudomallada ruber is een insect uit de familie van de gaasvliegen (Chrysopidae), die tot de orde netvleugeligen (Neuroptera) behoort. 
Pseudomallada ruber is voor het eerst wetenschappelijk beschreven door Hölzel et al. in 1994.